# Sciapus filipes
Sciapus filipes är en tvåvingeart som först beskrevs av Friedrich Hermann Loew 1861.  Sciapus filipes ingår i släktet Sciapus och familjen styltflugor. Inga underarter finns listade i Catalogue of Life.